# Козятин I
Козятин I (Козятин-Перший) — позакласна сортувальна вузлова залізнична станція Південно-Західної залізниці (Україна), центр Козятинської дирекції залізничних перевезень. Розташована в місті Козятині Хмільницького району Вінницької області.
Від станції Козятин I відгалуджуються лінії на:
- Фастів I (завдовжки — 95 —км);
- Вінницю (62 км);
- Бердичів (26 км);
- Погребище I (63 км).

Прилеглі перегони мають наступні  засоби сигналізації та зв'язку:
- Козятин I — Кордишівка — двоколійний, одностороннє автоматичне блокування з постійнодіючою схемою зміни напрямку;
- Козятин I — Козятин II — двоколійний, одностороннє автоматичне блокування;
- Козятин I — Сестринівка  — двоколійний, одностороннє автоматичне блокування;
- Козятин I — Махаринці — одноколійний, напівавтоматичне блокування.

## Історія
Безпосередньо виникнення міста Козятин пов'язане із завершенням 1870 року будівництва важливої частини Києво-Балтської (Одеської) залізниці, на якій виникла станція. 26 травня 1870 року відкрито рух потягів на ділянці Київ — Жмеринка (завдовжки 253 версти). Ділянку завдовжки 25 верст від Козятина до Бердичева відкрито 15 червня 1870 року. Нове поселення назвали як сусіднє село — Козятин.
Унікальною пам'яткою архітектури Козятина є будівля залізничного вокзалу у вигляді білого пароплаву серед рейкової мережі. Вокзал станції Козятин І вважається одним з найстаріших вокзалів України. Він побудований впродовж 1888—1889 років за проєктом видатного архітектора Валер'яна Куликовського. Споруджував вокзал інженер Олександр Кобелєв. Вокзал острівного типу. Здалеку він особливо ефектний. По обидва боки прокладено колії.
А ще вокзал був просто зручний, як на той час: білетні каси, телеграф, камери зберігання, унікальне географічне розташування на перетині важливих залізничних магістралей. Царський проєкт на будівництво пасажирської станції в містечку Козятині був затверджений у жовтні 1887 року. В російських архівах зберігається кошторис «На постройку пассажирского здания на станции Казатин» від 11 листопада 1887 року, складений Товариством Південно-Західних залізниць, де зазначено, що на будівництво необхідно 292 111 рублів.
У 1899 році вийшов рос. «Илюстрированный путеводитель по Юго-Западным железным дорогам», в якому писалося, що «…Козятин чи не найважливіша вузлова станція Південно-Західної залізниці з одним із кращих вокзалів всієї російської рейкової мережі. Козятин — буфетна станція. За існуючим розкладом потягів зупинки в Козятині випадають на час сніданку, обіду та вечері…».
|  | «Козятинський вокзал — один з кращих вокзалів російської рейкової мережі. Будівля вокзалу розташована островом, тобто по обидва боки його прокладені колії, це значно посилює пропускну здатність станції і дає можливість одночасно приймати і відпускати кілька потягів, усуваючи в той же час ходіння пасажирів по коліях. Всередині залу зупиняє на собі увагу розкішна овальна зала I і III класу, маса світла і повітря, витончена орнаментовка, стильні меблі — все це робить цю залу одну з кращих в усіх відношеннях серед буфетних залів на залізниці». |

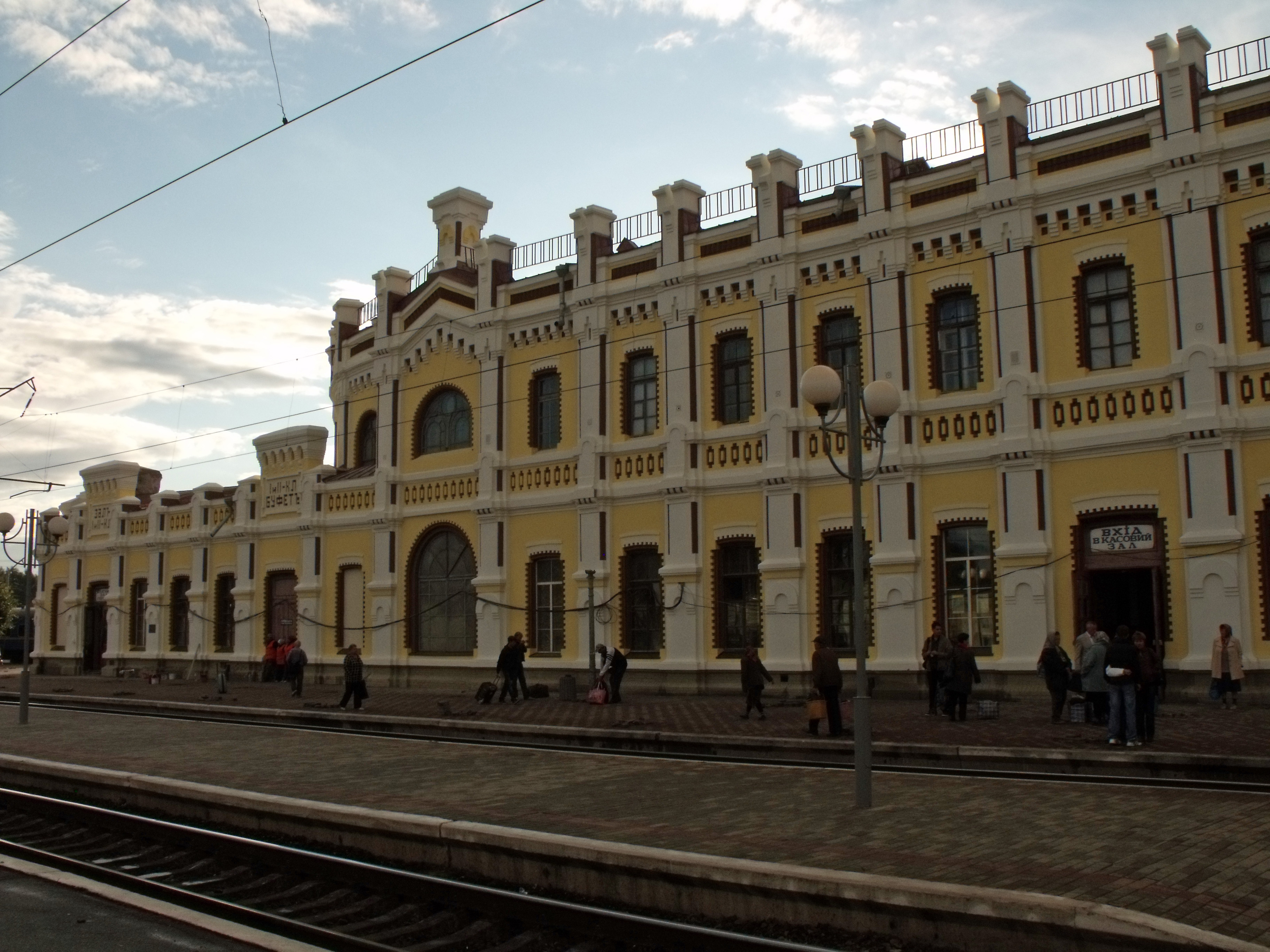
Вигляд з Київської платформи
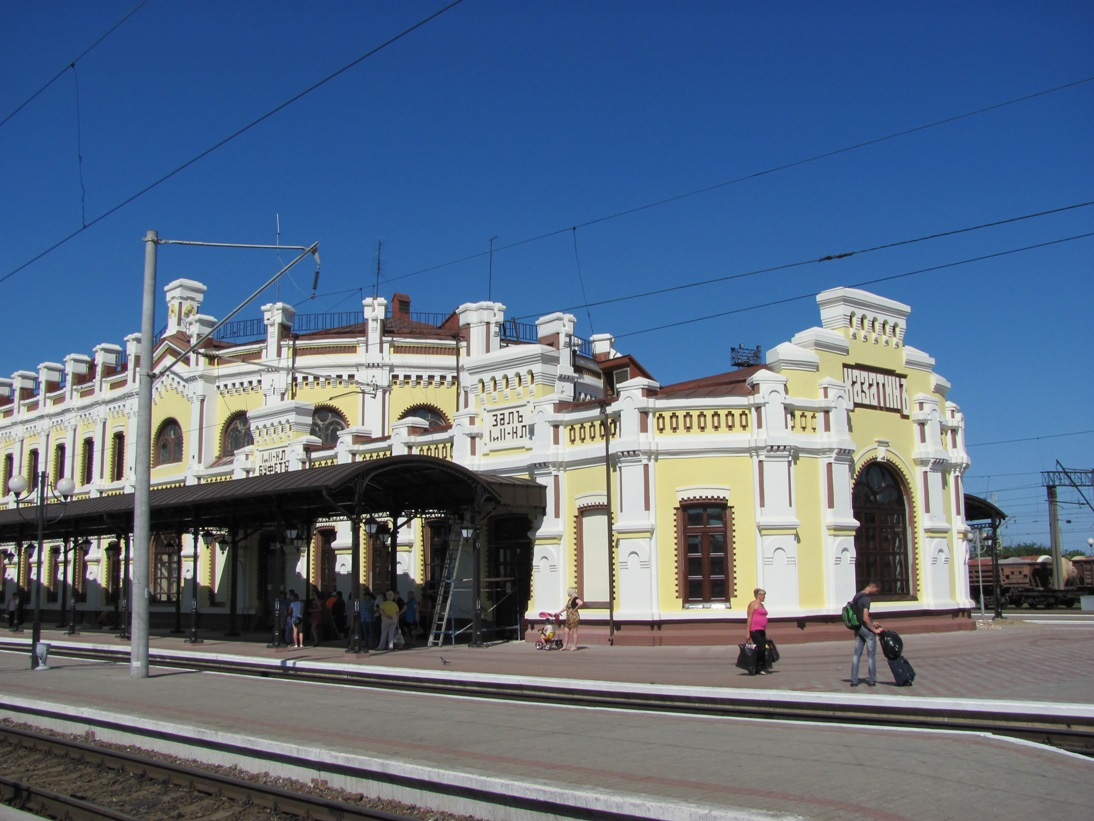
Вигляд з Шепетівської платформи
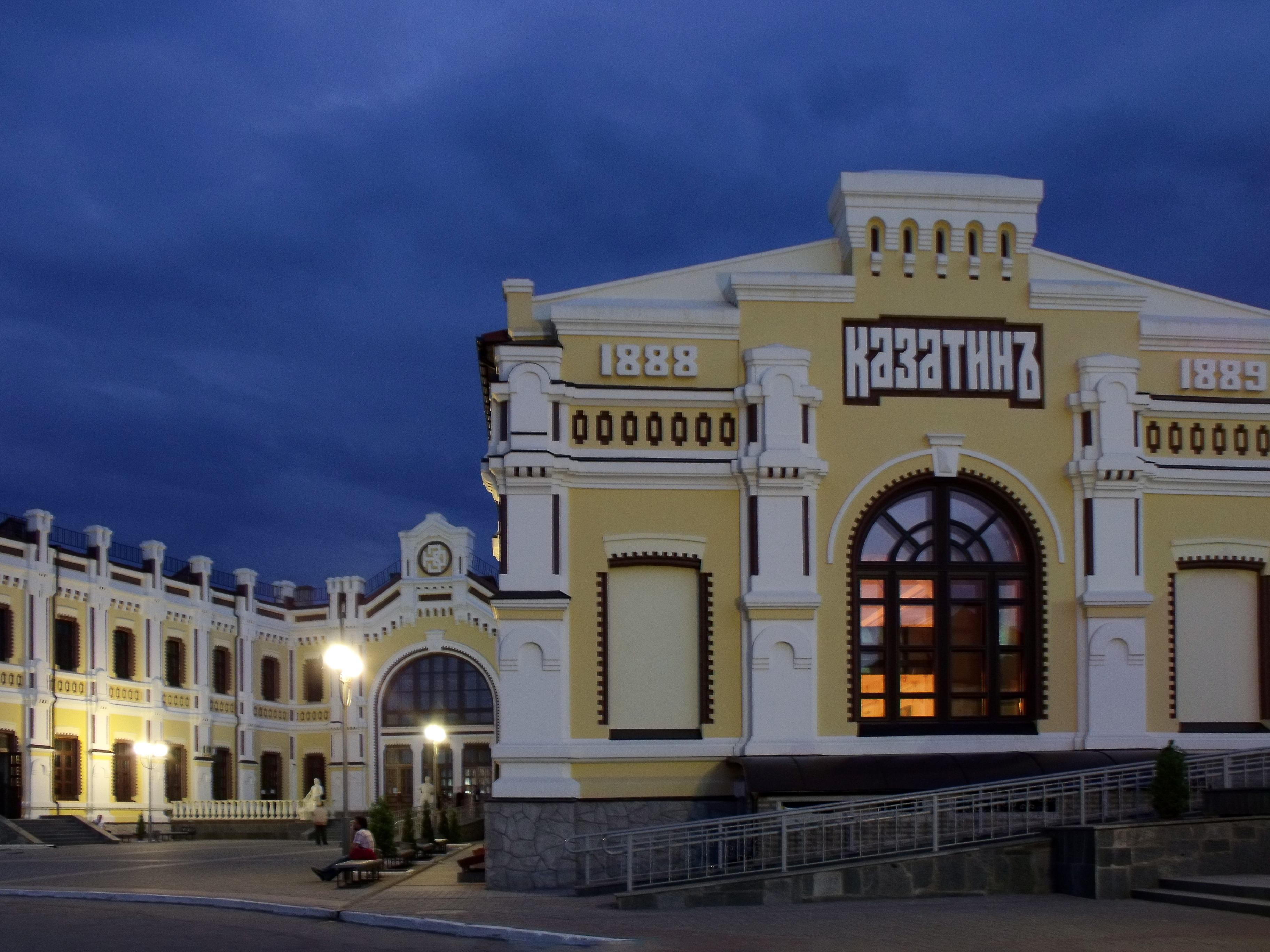
Вокзал станції Козятин I

Попервах Козятин був звичайнісіньким робітничим селищем, про що свідчить збережена досі історично-лаконічна назва одного з мікрорайонів міста ПРБ — «Пункт робочих батраків».
Значною перевагою Козятинського вокзалу була його електрифікованість, адже всі 375 станцій Південно-Західної залізниці у 1931 році освітлювалися гасовими ліхтарями (окрім Жмеринки). З цієї причини будівля виглядає особливо ефектно ввечері, а всередині станція має багатоярусну, кришталеву, на каркасі з бронзових листочків, люстру.
Напередодні визволення Козятина від німецьких окупантів, вони замінували вокзал і мали намір його підірвати. Однак цього не допустили козятинські патріоти, члени підпільної організації «Залізничник», що діяла в місті у 1941—1943 роках. У післявоєнний період вокзал був добудований, що вдало доповнило архітектурний ансамбль.
У 1964 році станцію було електрифіковано змінним струмом у складі дільниці Фастів — Козятин — Шепетівка — Здолбунів. 1977 року відкрита електрифікована дільниця до станції Жмеринка. Пасажирські поїзди почали курсувати під тягою електровозів ЧС4, а вантажні — ВЛ80.
У 1987 році старовинну споруду вокзалу занесено до списку пам'яток архітектури місцевого значення.
Вокзал обслуговує велику кількість пасажирів, які з'їжджаються сюди з Київського, Одеського, Шепетівського напрямків. Крім того, через станцію Козятин І прямують, а також формується чимала кількість вантажних поїздів. Локомотивне депо Козятина одне з провідних на Південно-Західній залізниці, яке засноване 1871 року за часів царської імперії. Хоча його міць останніми роками значно зменшилася і поїздів поменшало, але й досі тут ремонтують, модернізують і обслуговують локомотиви. Саме з нагоди чергової річниці з дня заснування депо коло нього встановлений майже іграшковий паровозик ОВ-001. Неподалік від вокзалу встановлений пам'ятник паровозу Л-2309.
У 2000-х роках була реставрована ресторанна зала коштом приватних підприємців з Києва, але з огляду на нерентабельність ресторану, його було закрито для постійних відвідувачів. На теперішній час в ньому проводяться лише корпоративні заходи.
2008 року станція Козятин І утворена внаслідок об'єднання станцій Козятин-Товарний і Козятин-Пасажирський. Після тривалого занепаду, будівля вокзалу була капітально відреставрована у 2011—2012 роках.
Самобутності козятинському вокзалу не бракує. На його території перебувало аж три пам'ятники Леніну. Перший — вічний черговий коло вокзалу, другий — біля розкладу руху поїздів, третій — з піонерами в залі чекання (наразі всі пам'ятники Леніну демонтовані). Скульптурний ансамбль вокзалу нині доповнюють представники робітничого класу: робітниця з яблуками і робітник зі снопом.
За час існування пам'яткою архітектури милувалися чимало відомих постатей: російський імператор Микола II, політичний діяч Михайло Грушевський, гетьман Павло Скоропадський, командири Червоної армії — Микола Щорс, Василь Боженко, російський поет Володимир Маяковський, письменник Василь Земляк, також урядовці різних рангів соціалістичного періоду — Микита Хрущов, Леонід Брежнєв.

## Інфраструктура
Особливість вокзалу полягає в тому, що він розташований у вигляді острова між залізничними коліями. Це допомагає істотно збільшити пасажиропотік. Платформи ліворуч та праворуч від вокзалу отримали назви — Шепетівська та Київська. На кожній з платформ по три колії.
На Шепетівську платформу приймають переважно електропоїзди та поїзди у напрямку Бердичева, Шепетівки, Коростеня, а на Київську платформу — переважно поїзди, що прямують у напрямку Києва та Одеси.
Вокзал станції обладнаний касами приміського та далекого сполучення, а також електронним табло прибуття та відправлення поїздів.

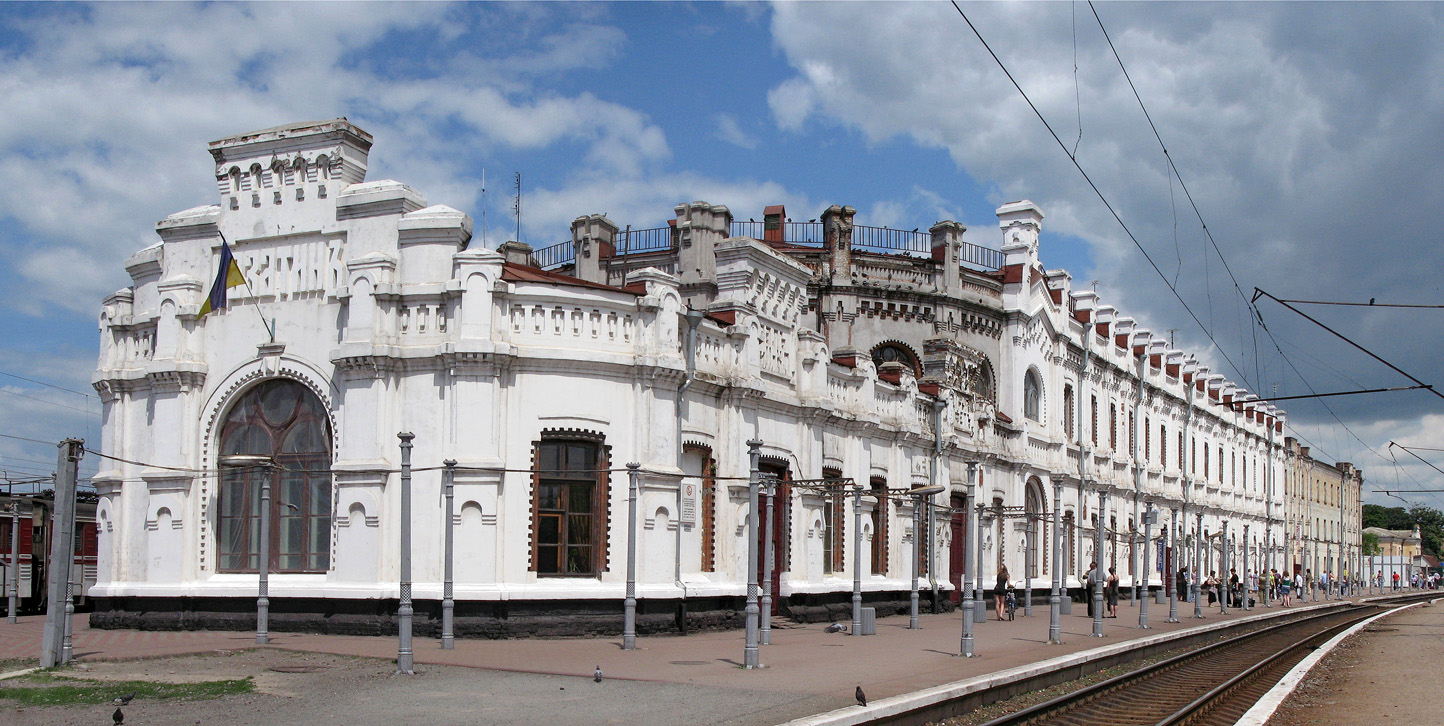
Вокзал до реставрації
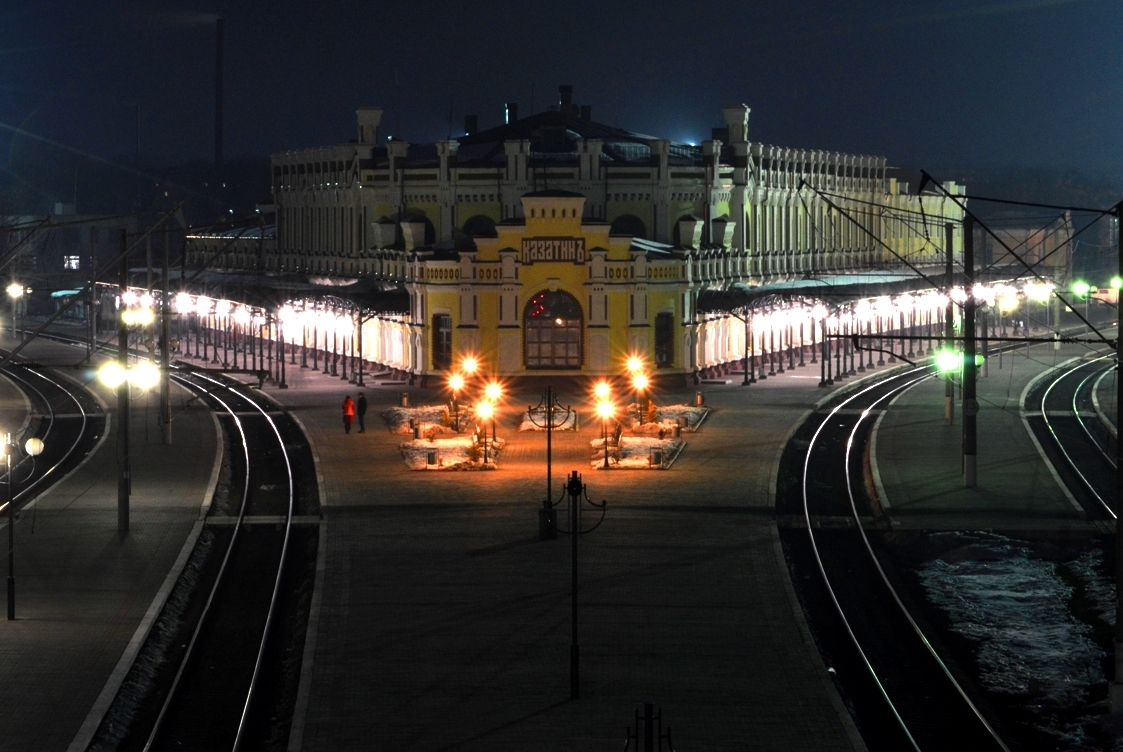
Вокзал вночі
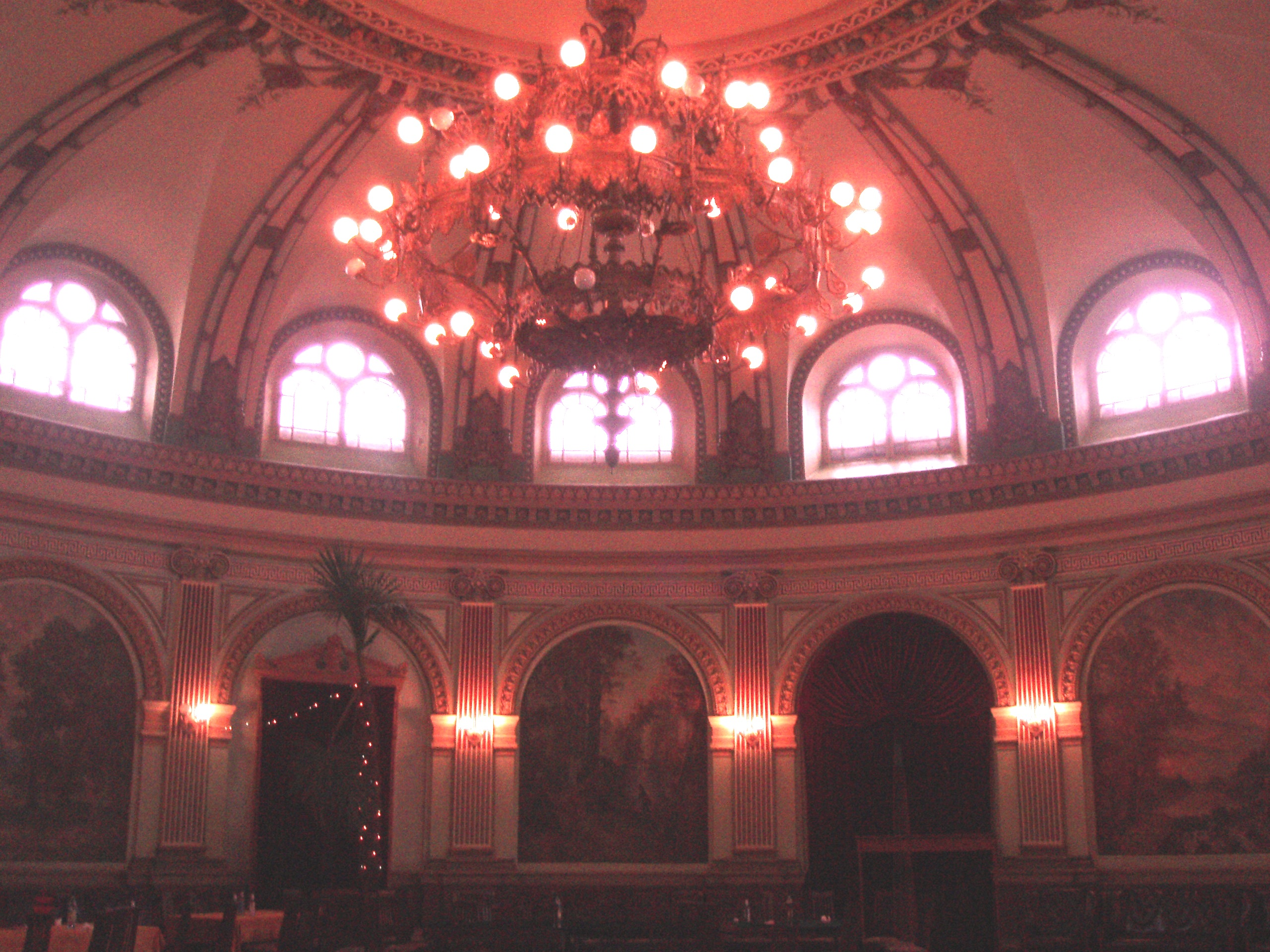
Ресторанна зала вокзалу
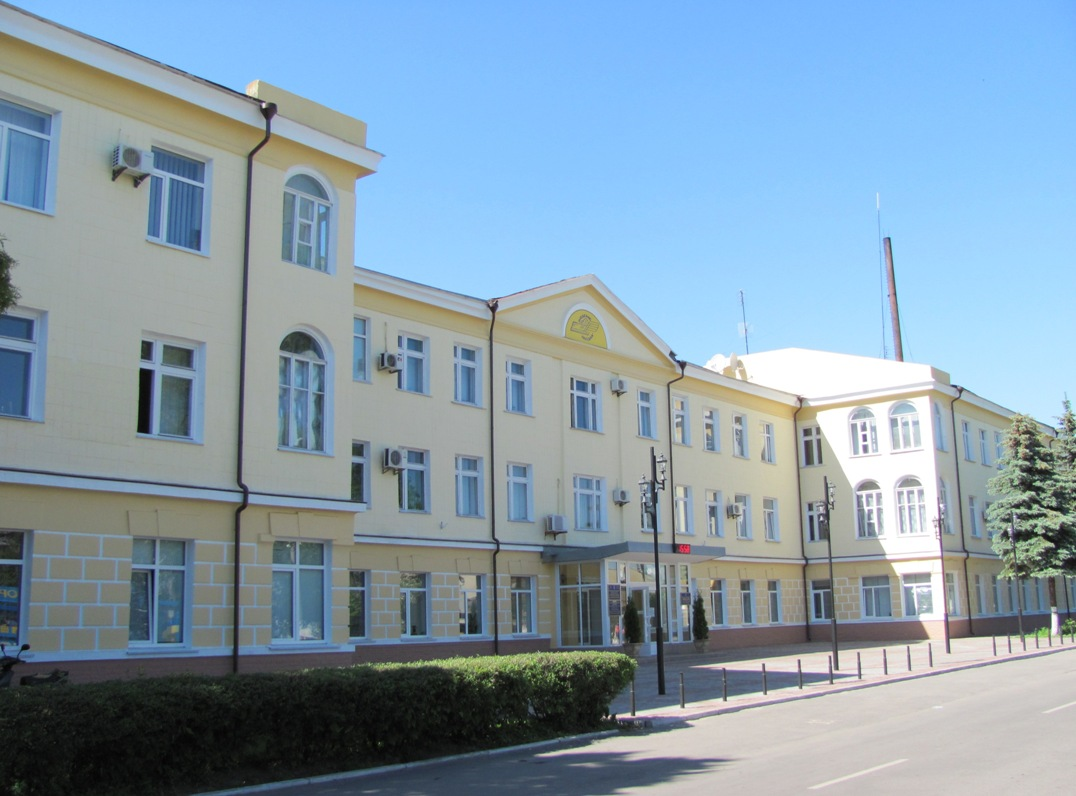
Адміністративна будівля Козятинської дирекції (ДН-2)
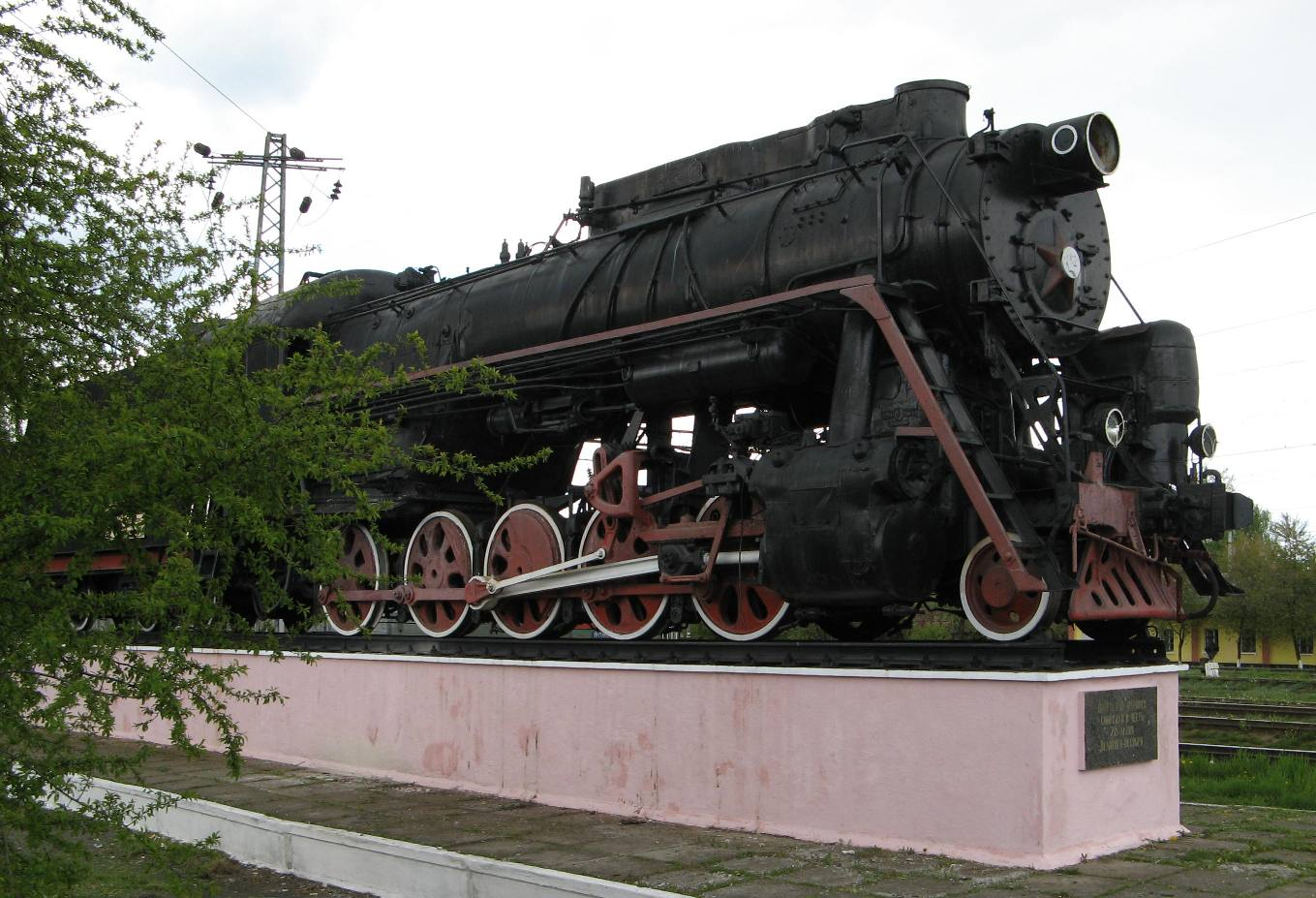
Паровоз Л-2309 — візитівка міста Козятин

На території залізничного вузла розташовані локомотивне і вагонне депо.

## Пасажирське сполучення
Переважна більшість швидких поїздів здійснюють зупинку на станції (за кількома винятками). Для більшості приміських електропоїздів станція — кінцева.
В усіх трьох електрифікованих напрямках курсують поїзди далекого та приміського сполучення.
У 2015—2016 роках були призначені нові маршрути поїздів далекого сполучення: Івано-Франківськ — Новоолексіївка, Київ — Ізмаїл, Хмельницький — Лисичанськ тощо (нині тимчасово скасовані через російське вторгнення в Україну).
З 4 листопада 2016 року запущено щоденний двоповерховий експрес EJ 675 Вінниця — Харків (через Київ, Бориспіль, Миргород, Полтаву). 2017 року поїзду скорочено маршрут руху до станції Київ-Пасажирський.
З 11 грудня 2016 року призначено нічний пасажирський поїзд Миколаїв — Івано-Франківськ.
До березня 2020 року через станцію курсували міжнародні поїзди до Мінська, Кишинева, Москви, Санкт-Петербурга, вагони безпересадкового сполучення до Гродно, Барановичів. Наразі існує лише міжнародне сполучення до Будапешта, Бухареста, Відня, Праги, Братислави завдяки вагонам безпересадкового сполучення.

## Вантажний рух
На станції формуються і переформовуються товарні поїзди різних напрямків, враховуючи її вигідне географічне розташування. Поїздам, що прямують у напрямку Погребище I, на станції змінюють локомотив на тепловоз.
З точки зору вантажного руху станція складається з парків: Шепетівського, Граївського, Західного, Східного, Сортувального, Жмеринського, Одеського.

## Послуги
- Попереднє приймання від пасажирів багажу та вантажобагажу.
- Надання відправникові багажу або вантажобагажу бірки або бланк-заяви, ярлика
- Заповнення бірки повідомлення одержувача про прибуття на його адресу багажу та вантажобагажу
- Зберігання прибулого багажу та вантажобагажу понад встановлений термін

Камери схову
- Зберігання ручної поклажі в стаціонарній камері схову

Носій
- Перевезення носієм ручної поклажі

Користування кімнатами відпочинку
- Користування залом очікування

Довідки
- Видача складних довідок

Інші послуги
- Попереднє приймання від пасажира замовлення на виклик таксі
- Продаж розкладів руху поїздів
- Послуги платного туалету
- Послуги ксероксу
- Використання телефону

## Довідкова інформація
- Замовлення та оформлення групових пасажирських перевезень
- Замовлення спеціальних вагонів для перевезення інвалідів
- Інформація щодо багажних перевезень.

## Галерея

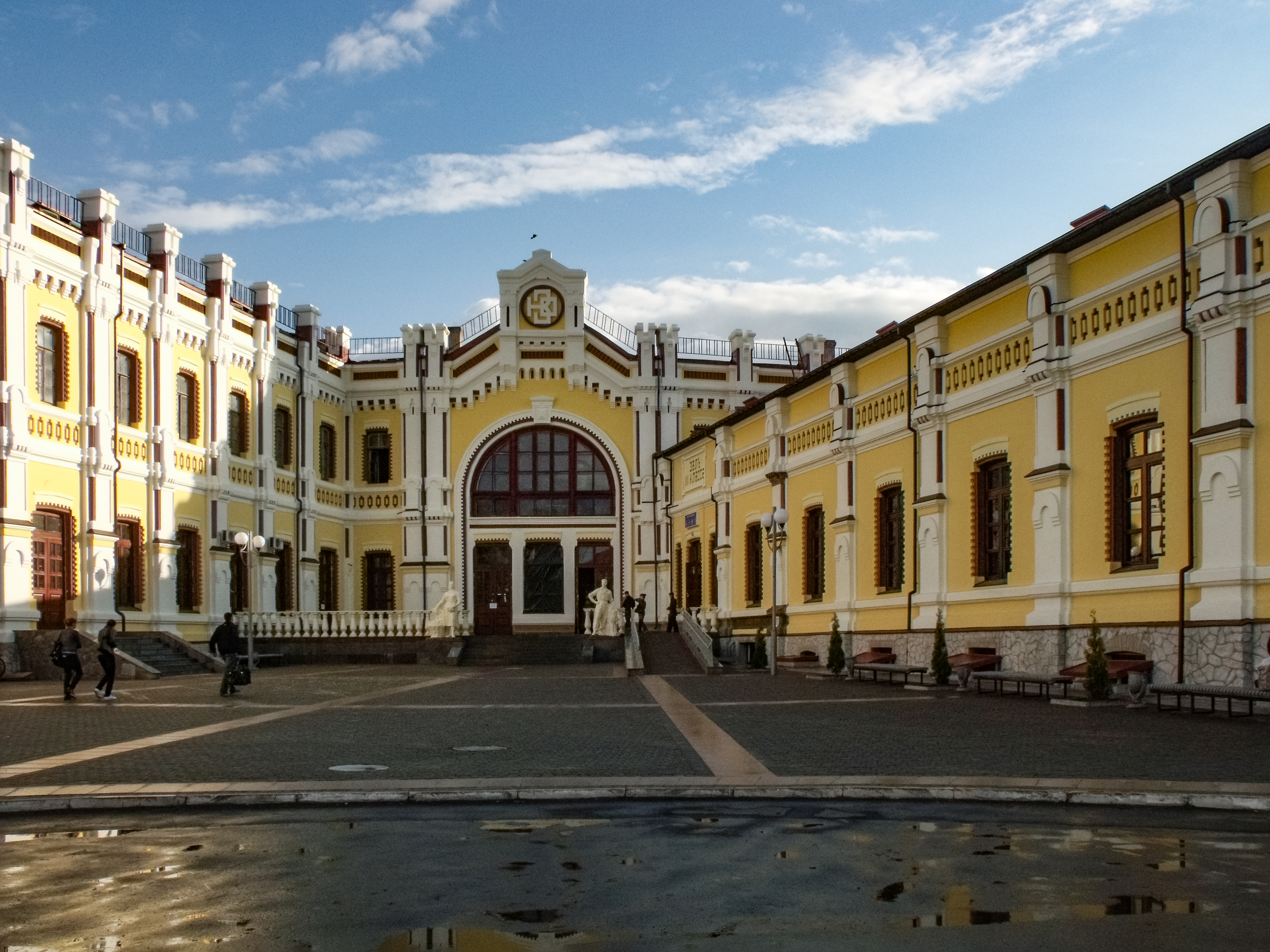
Привокзальна площа
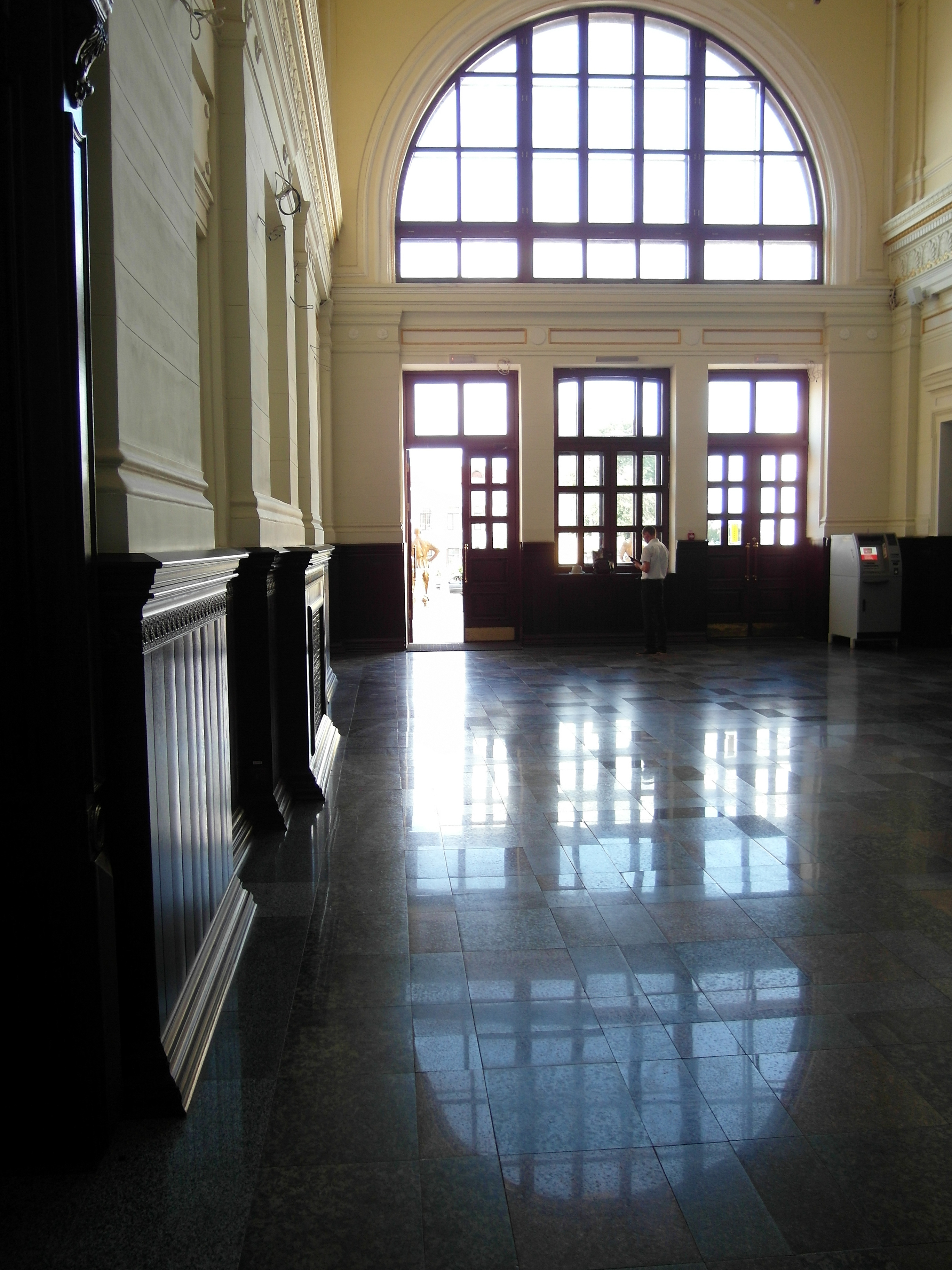
Головний вестибюль
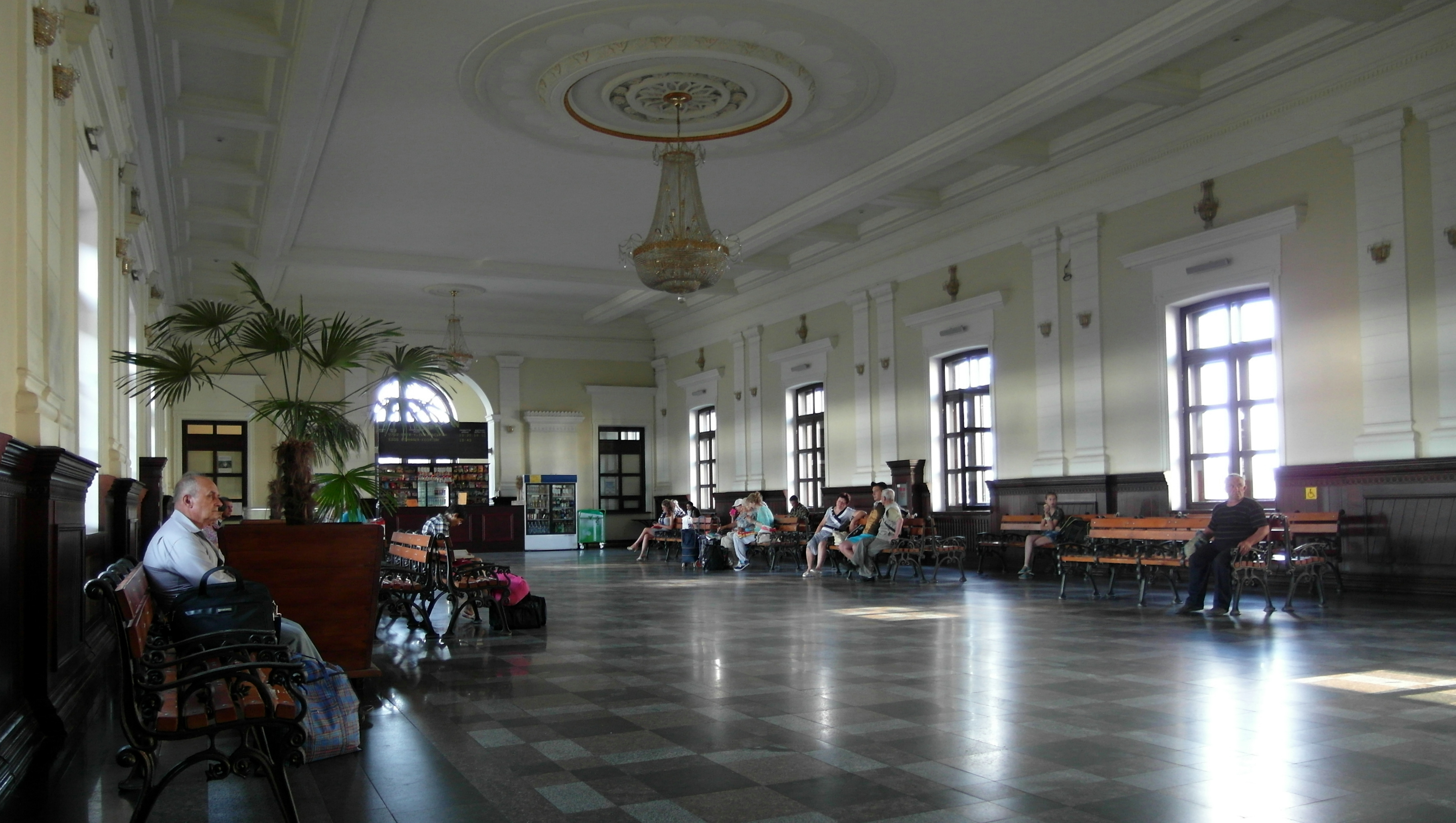
Інтер'єр вокзалу